# Liste der Hochhäuser in Sydney
Die Liste der Hochhäuser in Sydney führt die Hochhäuser Sydneys, der größten Stadt Australiens.
| Rang | Name                        | Bild | Höhe (m) | Etagen | Eröffnung | Architekt                       | Bemerkungen                                                                                                 |
| ---- | --------------------------- | ---- | -------- | ------ | --------- | ------------------------------- | --- |
|      | Sydney Tower                |      | 309      | -      | 1981      | Donald Crone                    | Fernmeldeturm. Zweithöchster Fernmeldeturm der Südhalbkugel nach dem Sky Tower. Höchstes Bauwerk der Stadt. |
| 1    | Chifley Tower               |      | 244      | 53     | 1992      | Kohn Pedersen Fox               | Seit 1992 höchstes Gebäude Sydneys. Die Baukosten beliefen sich auf 1,2 Mrd. AUD.                           |
| 2    | Citigroup Centre            |      | 243      | 50     | 2000      |                                 | |
| 3    | Deutsche Bank Place         |      | 240      | 39     | 2005      | Foster + Partners               | Zweithöchstes Gebäude der Welt mit weniger als 40 Etagen (hinter dem Al Faisaliyah Center).                 |
| 4    | World Tower                 |      | 230      | 84     | 2004      | Fender Katsalidis Architects    | Seit 2004 höchster Wohnturm Sydneys. Höchstes Gebäude der Stadt ohne Antennenspitze.                        |
| 5    | MLC Centre                  |      | 228      | 67     | 1977      | Harry Seidler                   | Höchstes Gebäude Sydneys zwischen 1977 und 1992.                                                            |
| 6    | Governor Phillip Tower      |      | 227      | 62     | 1993      | Denton Corker Marshall          | Mit Antenne höchstes Gebäude der Stadt (254 Meter).                                                         |
| 7    | Latitude                    |      | 222      | 51     | 2005      | Greg Crone                      | |
| 8    | Aurora Place                |      | 218      | 41     | 2000      | Renzo Piano                     | |
| 9    | International Towers Sydney |      | 217      | 49     | 2016      | Rogers Stirk Harbour + Partners | |
| 10   | ANZ Bank Centre             |      | 195      | 46     | 2013      | Francis-Jones Morehen Thorp     | |

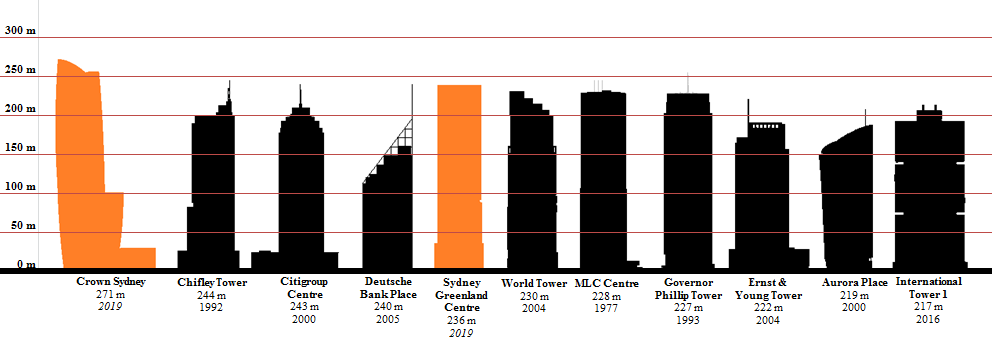
Zurzeit befinden sich das Crown Sydney und das Sydney Greenland Centre im Bau (Stand: August 2018).

Australiens Stadt mit der größten Anzahl von Wolkenkratzern ist Melbourne, das höchste Gebäude Australiens, der Q1 Tower, steht in der Stadt Gold Coast in Queensland.